# غارنشینان
غارنشینان یا کرودها (به انگلیسی: The Croods) یک انیمیشن سه‌بعدی کامپیوتری ۲۰۱۳، به سبک کمدی ماجرایی، محصول کمپانی دریم‌ورکس انیمیشن و به نشر فاکس قرن بیستم می‌باشد. این فیلم صداپیشگانی چون نیکولاس کیج، اما استون، رایان رینولدز، کاترین کینر، کلارک دیوک و کلوریس لیچمن دارد. این فیلم در دوران ماقبل تاریخ تخیلی به اسم کرودیشِز (Croodaceous) اتفاق می‌افتد. دوره‌ای شامل موجودات خارق‌العاده، زمانی که یک مرد «سرپرست شکار» شناخته می‌شود و از نبوغ خود در برابر تهدیدات محیطی استفاده می‌کند و اختراعاتی انقلابی شبیه کشف آتش می‌کند، و همچنین سختی و زحمت زیادی را برای پیدا کردن خانهٔ جدید از بین سرزمین‌های خطرناک اما عجیب و غریب متحمل می‌شود.
خانوادهٔ کرود به نویسندگی و کارگردانی کرک دمیکو و به تولید کریستین بلسون و جین هارتول می‌باشد. این فیلم در سالن‌های نمایش در ۲۲ مارس ۲۰۱۳ روی پرده آمد. این اولین فیلم از دریم‌ورکس به نشر فاکس قرن بیستم، پس از پایان قرارداد نشر دریم‌ورکس با Paramount Pictures در ۲۰۱۲ برای انیمیشن ظهور نگهبانان (Rise of the Guardians) است. همچنین درروز شکر گزاری قسمت دوم این انیمیشن با نام the croods a new ageاکران شد.

## خلاصه داستان
ایپ در یک خانواده از انسان‌های غارنشین از نژاد انسان‌های هوشمند نئاندرتال زندگی می‌کند و به شکار به روش زمان‌های پیش از تاریخ و به بحث در مورد اینکه چگونه خانوادهٔ او یکی از معدود خانواده‌هایی است که در این نزدیکی زنده مانده‌است می‌پردازد و همهٔ این‌ها در مقابل قوانین سخت پدرش، گراگ است. روزی در غارشان، گراگ داستانی به همسرش اوگا، دخترش سندی، پسرش تانک، مادرزنش گرن و شخصیتی که آیینهٔ طبیعت کنجکاو ایپ است تعریف می‌کند. او با استفاده از این داستان به خانواده‌اش هشدار می‌دهد که اکتشاف «چیزهای جدید» یک تهدید برای بقایشان در برخواهد داشت. زمانی که ایپ یک نور درخشان متحرک را در خارج از غارشان می‌بیند، باعث تحریک حس کنجکاوی و رفع بی‌حوصلگی او می‌شود و در یک شب تاریک پس از خوابیدن خانواده‌اش، نصیحت پدرش را نادیده گرفته و غار را ترک می‌کند.
به‌دنبال این ماجرا، او با گای، پسر هوشمند غارنشین آشنا می‌شود. به‌خاطر گای، ایپ مجذوب آتش و مشتاق کسب اطلاعات بیشتر می‌شود. گای به ایپ می‌گوید که دنیا در حال نزدیک شدن به «پایان» خود می‌باشد و از ایپ می‌خواهد که به او ملحق شود. ایپ امتناع می‌کند و گای او را ترک می‌کند، اما قبل از آن گای به او وسیله‌ای برای ایجاد صدا می‌دهد تا هر وقت به کمک نیاز داشت به دادش برسد. مدت کوتاهی بعد از آن، ایپ توسط گراگ تنبیه می‌شود (که نتیجهٔ آن بیرون زدن ایپ از غار و جستجوی دیوانه‌وار گراگ برای پیدا کردن او می‌شود). گراگ دخترش را پیدا می‌کند و برای ماندن بقیهٔ عمر ایپ در غار برنامه‌ریزی می‌کند. ایپ تنها برای اینکه ترس خانواده‌اش از «چیزهای جدید» را از بین ببرد، در مورد گای به خانواده‌اش می‌گوید و چیزی را که به وی داد را به آن‌ها نشان می‌دهد. پس از آن زلزله‌ای رخ می‌دهد که می‌توانست قبل از آن‌که غار توسط سنگ‌ها نابود شود، به‌وسیله گراگ جلویش گرفته شود. هنگامی که آن‌ها برای یافتن زمین با پوشش گیاهی سرسبز از خرابه‌ها بالا می‌روند، چیزی متفاوت و فراتر از حد معمول می‌بینند؛ زمینی پر از صخره و سنگ! گراگ خانواده‌اش را از بین جنگل عبور می‌دهد تا غاری جدید پیدا کنند.

## صداپیشگان
- نیکولاس کیج صدابازیگر گراگ کرود، پدر غارنشین و سرپرست خانواده، از خاندان قدیمی کرودها.
- اما استون صدابازیگر ایپ کرود، یک دختر غارنشین و فرزند ارشد گراگ پدرش و اوگا مادرش است که میل به کنجکاوی و ماجراجویی درون او موج می‌زند. او عاشق «گای» است.
- رایان رینولدز صدابازیگر گای (Guy)، یک پسر غارنشین اهل کوچ که از قدرت جسمانی خوبی برخوردار نیست، اما استفاده از عقل و دانش با ایده‌های ناب را ترجیح می‌دهد.
- کاترین کینر صدابازیگر اوگا کرود، یک زن غارنشین و همسر گراگ. او نسبت به گراگ روشن‌فکرتر است، و گاهی راه‌های مشکلی را برای حفظ امنیت خانواده‌اش پیدا می‌کند.
- کلارک دیوک صدابازیگر تانک کرود، یک پسر غارنشین و فرزند گراگ و اوگا. تانک فردی ۶ الی ۹ فوتی با ۳۲۰ پوند است و فرزند میانی خانواده با ۹ سال سن است که خیلی باهوش نیست و توازن بدی در کارش دارد، اما دارای قلب مهربانی است.
- کلوریس لیچمن صدابازیگر مادربزرگ «گرن»، یک زن غارنشین خیلی پیر و وحشی با ۴۵ سال سن. او مادرزن گراگ و مادر اوگا است.
- کریس سندرز صدابازیگر بلت (Belt)، حیوان اهلی و تنبل گای.
- رندی تام (Randy Thom) صدابازیگر سندی کرود، دختر کوچک گراگ و اوگا که به‌جای حرف زدن گاز می‌گیرد و نق‌نق می‌کند.

## بازخوردها
انیمیشن کرودز مورد تحسین و انتقاد منتقدان قرار گرفت، که به علت حضور مفاهیم عمیقی مانند باور، دانش، آینده و همچنین مفاهیم مهمی مانند پایان دنیا و تغییر جهان بینی است. پاره‌ای از منتقدان این محصول را بهترین بازنمود مثل افلاطون دانسته‌اند. هم چنین بعضی منتقدین پیام فیلم را «تلاش برای تغییر» ذکر نموده و آن را ستوده‌اند. اما منتقدان دیگری این انیمیشن را توضیحی دربارهٔ داروینیسم و مدرنیسم تلقی نموده‌اند. ارجاعات به داستان‌های انبیاء مانند کشتی نوح، اخراج از بهشت توسط حوا، ملاقات موسی با آتش، عیسی پسر منجی و همین‌طور اشارات داستانی به مفاهیمی مثل باور، اعتقاد، دین و علم مورد استدلال قرار گرفته‌است.

## مراحل تولید

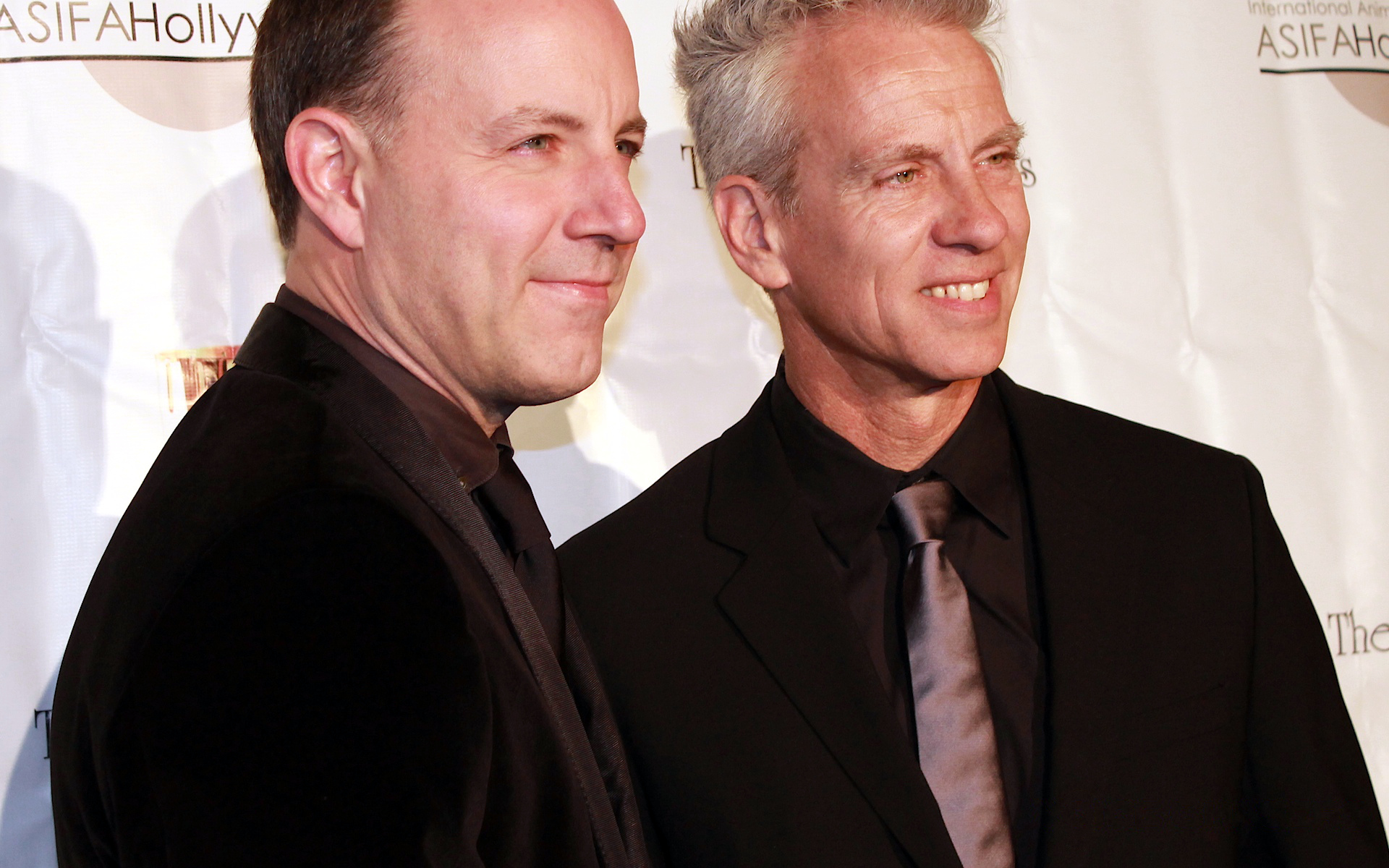
کرک دمیکو و کریس سندرز، کارگردانان و نویسندگان مشترک انیمیشن «غارنشین ها»، در چهل و یکمین مراسم جوایز سالانه آنی.

این فیلم در سال ۲۰۰۵ تحت عنوان بیداری کرودها (Croods Awakening) اعلام شده بود. در اصل این انیمیشن سبکی استاپ-موشن داشت که توسط آردمن انیمیشن (Aardman Animations) در حال تولید بود که به عنوان قسمتی از یک فیلم-پنج‌گانه با دریم‌ورکس قرارداد بست. جان چیز (John Cleese) و کرک دمیکو در حال کار بر روی داستان رولد دال (Roald Dahl) بودند. پروژه‌ای که هرگز به تولید نرسید. اما دریم‌ورکس یک کپی از سورس کدهای فیلم برداشت و به‌آن علاقه داشت و از چیز و دمیکو خواست تا بازنگری قوی در ایده‌های کمپانی داشته باشند تا ببینند چیزهایی هست که منجر به کار آن‌ها با هم بشود یا خیر. آن‌ها یک داستان پایه‌ای در مورد دو انسان غارنشین ترتیب دادند، یک مخترع و یک لودیت (luddite)، و شروع به نوشتن چند پیش‌نویس اولیه از فیلم‌نامه کردند. با انصراف استودیوی آدرمن انیمیشن در سال ۲۰۰۷، حقوق فیلم به دریم‌ورکس رسید.
در ماه مارس ۲۰۰۷، کریس سندرز، کارگردان عنوان لیلو و استیچ، برای کارگردانی فیلم، به شرط بازنویسی فیلمنامه‌ای قابل توجه به دریم‌ورکس ملحق شد. در ماه سپتامبر ۲۰۰۸ گزارش شد که سندرز کارگردانی انیمیشن چگونه اژدهای خود را تربیت کنیم (How to Train Your Dragon) را بر عهده دارد و The Croods را به تعلیق انداخته‌است؛ و در نتیجه برنامهٔ اصلی خود را یک سال پس از پروژهٔ فعلی‌اش به مارس ۲۰۱۲ موکول کرده‌است. عنوان نهایی فیلم در ماه مه ۲۰۰۹ همراه با انتخاب دستیار کارگردان، کرک دمیکو آشکار شد. در ماه مارس ۲۰۱۱، فیلم یک سال (به ۱ مارس ۲۰۱۳) جلو افتاد و در نهایت به ۲۲ مارس حل و فصل شد و به این‌صورت فیلم باری دیگر به تأخیر افتاد.

## توزیع
خانواده کردوها در ۱۵ ماه فوریه ۲۰۱۳، عنوان برترین فیلم را در بخش مسابقه جشنواره بین‌المللی فیلم برلین از آن خود کرد. فیلم در ۲۲ مارس ۲۰۱۳ در ایالات متحده به نمایش درآمد. این فیلم اولین فیلم بلند سینمایی بود که در فرمت چهاربعدی در مجارستان به نمایش درآمد؛ این قابلیت 4DX شامل موارد روبرو می‌شود: افکت‌های انعکاس نور، چرخش صندلی‌ها، وزش باد و مه و بو.

## رسانهٔ خانگی
The Croods قرار است در ۱۳ اکتبر ۲۰۱۳ روی دی‌وی‌دی، بلو-ری و بلو-ری سه‌بعدی منتشر شود. دی‌وی‌دی و بلو-ری با یک عروسک مخمل به دست خریداران می‌رسد.

## فروش
در تاریخ ۱۸ آوریل ۲۰۱۳، کرودها در آمریکای شمالی ۱۴۵٬۳۹۷٬۷۴۲ دلار فروش کرد، و ۲۴۲٬۶۰۵٬۰۰۰ دلار در کشورهای دیگر؛ در مجموع در سراسر جهان ۳۸۸٬۰۰۲٬۷۴۲ دلار فروش داشت.
در آمریکای شمالی، این فیلم ۱۱٫۶ میلیون دلار در روز افتتاحش به‌دست‌آورد. در آغاز تعطیلات آخر هفته این فیلم با ۴۳٫۶ میلیون دلار از ۴٬۰۴۶ مکان در صدر قرار گرفت، با این تفاسیر، این انیمیشن از کمپانی دریم‌ورکس بیشترین فروش را قبل از ظهور نگهبانان داشت، و دو عنوان محبوب استودیو یعنی چگونه اژدهای خود را تربیت کنیم و ابرذهن (Megamind) در زیرمجموعهٔ بیشترین فروش این استودیو (بعد از این دو عنوان) قرار گرفتند.
در بیرون از آمریکای شمالی، فروش این فیلم در اولین تعطیلات آخر هفته خود (از جمله تعطیلات آخر هفته قبلی) با ۶۲٫۴ میلیون دلار همراه بود که در صدر قرار گرفت. بزرگ‌ترین فروش آغاز آخر هفتهٔ خود را در انگلستان، ایرلند و جزیره مالت با (۸٫۰۹ میلیون دلار)، روسیه و سی‌آی‌اس با (۷٫۸۲ میلیون دلار) و مکزیک با (۴٫۳۷ میلیون دلار) کرد.

## موسیقی متن
آلن سیلوستری موسیقی‌های فیلم که در ۱۵ مارس ۲۰۱۳ منتشر شدند را جمع‌آوری کرد، که کاری از گروه Relativity Music بوده و توسط سونی کلاسیکال (Sony Classical) در ۲۶ مارس ۲۰۱۳ روی سی‌دی رفت. موسیقی متن نیز شامل آهنگ اصلی ارژینالی، توسط اُول سیتی و یونا می‌باشد.
| موسیقی متن: | موسیقی متن:                           | موسیقی متن: |
| شماره       | نام                                   | مدت         |
| ----------- | ------------------------------------- | ----------- |
| ۱.          | «Shine Your Way» (اجرا توسط اول سیتی) | ۳:۲۵        |
| ۲.          | «Prologue»                            | ۲:۰۸        |
| ۳.          | «Smash and Grab»                      | ۴:۰۹        |
| ۴.          | «Bear Owl Escape»                     | ۲:۴۵        |
| ۵.          | «Eep and the Warthog»                 | ۳:۵۲        |
| ۶.          | «Teaching Fire to Tiger Girl»         | ۱:۵۵        |
| ۷.          | «Exploring New Dangers»               | ۳:۳۳        |
| ۸.          | «Piranhakeets»                        | ۲:۲۴        |
| ۹.          | «Fire and Corn»                       | ۲:۰۶        |
| ۱۰.         | «Turkey Fish Follies»                 | ۴:۱۷        |
| ۱۱.         | «Going Guys Way»                      | ۳:۱۵        |
| ۱۲.         | «Story Time»                          | ۳:۵۵        |
| ۱۳.         | «Family Maze»                         | ۳:۲۱        |
| ۱۴.         | «Star Canopy»                         | ۲:۰۷        |
| ۱۵.         | «Grug Flips His Lid»                  | ۱:۴۴        |
| ۱۶.         | «Planet Collapse»                     | ۱:۴۴        |
| ۱۷.         | «We'll Die If We Stay Here»           | ۵:۲۸        |
| ۱۸.         | «Cave Painting»                       | ۱:۱۲        |
| ۱۹.         | «Big Idea»                            | ۲:۳۴        |
| ۲۰.         | «Epilogue»                            | ۴:۲۵        |
| ۲۱.         | «Cave Painting Theme»                 | ۲:۵۲        |
| ۲۲.         | «The Crood's Family Theme»            | ۵:۵۴        |
| ۲۳.         | «Cantina Croods»                      | ۱:۱۲        |
| مجموع مدت:  | مجموع مدت:                            | ۷۰:۱۷ دقیقه |

## بازی‌های ویدئویی
یک بازی ویدئویی براساس این فیلم، با عنوان کرودها: مهمانی ماقبل تاریخی! (The Croods: Prehistoric Party!) در ۱۹ مارس ۲۰۱۳ منتشر شد. به طراحی و توسعهٔ Torus Games و به توزیع D3 Publisher، که برای کنسولهای وی یو، وی، نینتندو ۳دی‌اس و نینتندو دی‌اس عرضه شد. بازیکنان قادرند اعضایی ساخته و به خانواده کرودها در یک بازی ماجرایی به سبک مفرح و مینی-گیمز بیفزایند.
نسخه تلفن همراه بازی، با عنوان کرودها The Croods توسط راویو، سازنده سری پرندگان خشمگین، در ۱۴ مارس ۲۰۱۳ برای پلتفورمهای آی‌اواس و اندروید منتشر شد.

## نتیجه
در تاریخ ۱۷ آوریل ۲۰۱۳، اعلام شد که دریم‌ورکس انیمیش در حال توسعهٔ فیلم، با بازگشت کارگردانان یعنی، سندرز و دمیکو است.

## دنباله
قسمت دوم خانواده کرودها با نام خانواده کرودها: عصر جدید در سال ۲۰۲۰ اکران شد

## مجموعهٔ تلویزیونی
در ۱۳ فوریه ۲۰۱۳، دریم‌ورکس انیمیشن یک قرارداد برای انیمیشن خانواده کرودها در ماهیت یک انیمیشن سریالی تلویزیونی و سرگرم‌کننده بست. با توجه به اینکه دریم‌ورکس در حال توسعهٔ یک مجموعهٔ اقتباسی شده از کرودها است. در آوریل ۲۰۱۳، جفری کاتزنبرگ مدیر عامل شرکت دریم ورکز انیمیشن، اعلام کرد که از کرودها به عنوان ششمین فرانچایز، انتظار یک مجموعهٔ تلویزیونی مبتنی بر سرگرمی می‌رود.